# Махиянгана
Махиянгана (синг. මහියංගණය) — город, расположенный недалеко от реки Махавели в округе Бадулла, провинции Ува на Шри-Ланке. Говорят, что Будда Шакьямуни посетил Махиянгана в день полнолуния Дуруту, чтобы урегулировать спор, возникший между якками и нагами (два племени населявших тогда эту область), и это был его первый визит в Шри-Ланку. Затем Будда проповедовал Дхамму Сумане Саману, лидеру в этой области, которому Будда подарил горсть своей реликвии из волос, чтобы люди могли поклоняться. После этого Сумана Саман (ныне бог Сумана Саман) построил золотую четию, в которой была помещена священная реликвия волос. Позже около семи хетий время от времени возводились поверх первоначальной золотой хетии, последняя из которых была построена королем Дутугемуну. Таким образом, этот исторический город является священным местом для буддистов.
Большинство людей в этой области занимается выращиванием риса, что является основным видом экономической деятельности.

## Название
Махиянгана — это слово на пали (на сингальском языке бинтенна), что означает плоская земля. Он расположен к востоку от крутых восточных водопадов на центральных холмах. Относительную ровную местности можно увидеть, путешествуя по дороге из Канди в Падиятхалава через Хуннасгирию и знаменитые 18 торнанте/шпильки.

## Транспорт
Ближайшая железнодорожная станция — Бадулла. Махиянгана связана с такими городами, как Канди, Бадулла, Полоннарува, Ампара и Монарагала основными дорогами.